# Саберио
Саберио (груз. საბერიო) или Папынрхуа (абх. Ҧаҧынрхәа) — село в Абхазии, в Галском районе частично признанной Республики Абхазия, согласно административному делению Грузии — в Гальском муниципалитете Абхазской Автономной Республики. Расположено в 15 км к востоку от райцентра Гал, на берегу реки Ингури, на границе с краем Самегрело и Земо-Сванети Грузии. В административном отношении село представляет собой административный центр сельской администрации Папынрхуа.

## Границы
На западе и юго-западе Саберио граничит с селом Дихазурга; на северо-востоке — с селом Лекухона Гальского муниципалитета; на востоке и юго-востоке, в том числе по реке Ингури, проходит административная граница Автономной Республики Абхазия с краем Самегрело и Земо-Сванети.

## Состав
В состав сельской администрации Папынрхуа (Саберио) входят сёла:
- собственно Папынрхуа (Саберио), на берегах рек Ингури и Эрицкари (Эрцкар) — 1653 человека (1989 г.)
- Шкашисуки, к северо-востоку от Папынрхуа (Саберио), на берегу реки Эрицкари — 126 человек (1989 г.)
- Гвашигверди, к востоку от Папынрхуа (Саберио), на берегу реки Ингури — 639 человек (1989 г.)
- Самарквало, к западу от Папынрхуа (Саберио), на берегу реки Эрицкари (Эрцкар) — 373 человек (1989 г.)
- Наджихури (Абаажв), к северо-западу от Папынрхуа (Саберио), на напротивоположном (правом) прибрежье реки Эрицкари (Эрцкар) — 98 человек (1989 г.)
- Партонохири (Агуараду), к северо-западу от Папынрхуа (Саберио) и к западу от Наджихури (Абаажв), на берегах реки Эрицкари (Эрцкар) — 1130 человек (1989 г.)

## Население
По данным переписи 1989 года на территории Сабериойской сельской администрации (сельсовета) жило 4019 человек, по данным переписи 2011 года население села Саберио составило 2370 человек, в основном грузины (96,9 % или 2298 чел.).